# Miodary (województwo opolskie)
Miodary – wieś w Polsce położona w województwie opolskim, w powiecie namysłowskim, w gminie Świerczów.
W latach 1787–1945 w miejscowości znajdował się szachulcowy kościół ewangelicki, powstały na miejscu starszej, wzmiankowanej w 1742 budowli. W 1834 mieszkańcy wsi, na czele z pastorem Edwardem Kellerem, protestowali wobec planów włączenia parafii Miodary w struktury Ewangelickiego Kościoła Unii Staropruskiej. Z kolei kilkanaście lat później, w okresie Wiosny Ludów, wieś wystąpiła przeciwko ograniczaniu używania języka polskiego w kościelnej liturgii. W obu wypadkach protesty mieszkańców zostały stłumione przez wojsko pruskie.
W latach 1975–1998 miejscowość administracyjnie należała do ówczesnego województwa opolskiego.

## Nazwa
Nazwa związana jest z bartnictwem i wywodzi się od polskiej nazwy miód. Nawiązuje do staropolskiej nazwy Miodziarze oznaczającej ludzi trudniących się wyrabianiem miodu.
W alfabetycznym spisie miejscowości z terenu Śląska wydanym w 1830 roku we Wrocławiu przez Johanna Knie wieś występuje pod dwiema formami polskiej nazwy: Miedare oraz Miedor, a także nazwą niemiecką Honigern. Spis wymienia również po polsku przysiółki leżące w miejscowości: Zielony Las (niem. Grunwald), Piękna studnia (niem. Schonbrunn) oraz dwa inne Charlottenau i Saabe.
| SIMC    | Nazwa       | Rodzaj     |
| ------- | ----------- | ---------- |
| 0503787 | Grabówka    | przysiółek |
| 0503793 | Kuźnice     | przysiółek |
| 0503801 | Zielony Las | przysiółek |

## Zabytki
Do wojewódzkiego rejestru zabytków wpisane są:
- dom, tzw. Mleczarnia, z 1825 r.
- domy nr 2, nr 3, nr 4, nr 5, z XIX w., nie istnieją.